# Laraesima hispida
Laraesima hispida är en skalbaggsart som först beskrevs av Thomson 1868.  Laraesima hispida ingår i släktet Laraesima och familjen långhorningar. Inga underarter finns listade i Catalogue of Life.